# Saint-Martin-sur-Oust
Saint-Martin-sur-Oust è un comune francese di 1 309 abitanti situato nel dipartimento del Morbihan nella regione della Bretagna.
Si è chiamato Saint-Martin fino al 3 ottobre 2008

## Società

### Evoluzione demografica
Abitanti censiti